# Рабаданов, Рабадан Рабаданович
Рабадан Рабаданович Рабаданов (11 июля 1933, Уржагимахи, Акушинский район, Дагестанская Автономная Советская Социалистическая Республика — 10 марта 1996, Дербентский район, Дагестана) — рабочий совхоза имени Алиева Дербентского района Дагестанской АССР, Герой Социалистического Труда (1966).

## Биография
Даргинец. Образование — 4 класса сельской школы. С 20-летнего возраста работал виноградарем в совхозе им. К. Маркса Дербентского района. С 1958 года — рабочий совхоза имени Алиева Дербентского района Дагестана.
За успехи, достигнутые в увеличении производства и заготовок картофеля, овощей, плодов и винограда Указом Президиума Верховного Совета СССР от 30 апреля 1966 года Рабадану Рабаданову присвоено звание Героя Социалистического Труда.

## Награды
- Медаль «Серп и Молот» (1966)
- Орден Ленина (1966)
- медали СССР